# László Oroszlán
László Oroszlán (ur. 5 lutego 1953 w Budapeszcie, zm. 29 czerwca 2017) – węgierski kierowca wyścigowy i rajdowy.

## Biografia
W sportach motorowych zadebiutował Ładą w zawodach Bükk Kupa w Miszkolcu w 1978 roku. Na początku lat 80. rozpoczął rywalizację w Formule Easter. Ścigał się samochodami marek MTX i RAF. Trzykrotnie – w latach 1983, 1985 i 1987 – zdobył wicemistrzostwo kraju, ścigał się także w Pucharze Pokoju i Przyjaźni. Od 1988 roku uczestniczył w rajdowych mistrzostwach Węgier, początkowo rywalizując Toyotą Corollą AE86. W 1988 roku zdobył mistrzostwo kraju w grupie N. W 1990 rywalizował Mazdą 323 4WD, zaś od 1991 roku na rajdowych trasach ścigał się Mitsubishim Galantem VR-4. W latach 1991 i 1993 ponownie zdobył tytuł w grupie N. Ponadto kilkakrotnie zdobył wicemistrzostwo kraju w grupie N. Od 1995 roku rywalizował Mitsubishi Lancerem Evo. Karierę zakończył w 2004 roku. Przez całą jego rajdową karierę jego pilotem był jego brat, Tibor.

## Wyniki
| Legenda oznaczeń w tabelach wyników Wyświetl szablon na nowej stronie | Legenda oznaczeń w tabelach wyników Wyświetl szablon na nowej stronie                                                                     |
| Oznaczenie                                                            | Wyjaśnienie |
| --------------------------------------------------------------------- | --- |
| Złoty                                                                 | Zwycięzca lub mistrzostwo |
| Srebrny                                                               | 2. miejsce lub wicemistrzostwo |
| Brązowy                                                               | 3. miejsce lub II wicemistrzostwo |
| Zielony                                                               | Ukończył, punktował (w klasyfikacji generalnej, gdy zdobył co najmniej jeden punkt na przestrzeni sezonu, poza trzema powyższymi opcjami) |
| Niebieski                                                             | Ukończył, nie punktował (w klasyfikacji generalnej, gdy nie zdobył co najmniej jednego punktu na przestrzeni sezonu)                      |
| Czerwony                                                              | Nie zakwalifikował się (NZ) |
| Czerwony                                                              | Nie prekwalifikował się (NPK) |
| Różowy                                                                | Nie ukończył (NU) |
| Różowy                                                                | Niesklasyfikowany (NS) (w klasyfikacji generalnej, gdy nie został sklasyfikowany w żadnym wyścigu sezonu)                                 |
| Czarny                                                                | Zdyskwalifikowany (DK) |
| Czarny                                                                | Wykluczony (WYK/EX) |
| Biały                                                                 | Nie wystartował (NW) |
| Biały                                                                 | Kontuzjowany (K/INJ) |
| Biały                                                                 | Wyścig odwołany (OD/C) |
| Bez koloru                                                            | Został wycofany (WYC/WD) |
| Bez koloru                                                            | Nie przybył (NP/DNA) |
| Bez koloru                                                            | Nie brał udziału w treningach (NT/DNP) |
| Bez koloru                                                            | Nie został zgłoszony (–) |
| Pogrubienie                                                           | Start z pole position |
| Kursywa                                                               | Najszybsze okrążenie wyścigu |
| †                                                                     | Nie ukończył, ale jego rezultat został zaliczony ze względu na przejechanie więcej niż 90% dystansu wyścigu.                              |
| *                                                                     | Sezon w trakcie |
| 1/2/3                                                                 | Punktowana pozycja w sprincie kwalifikacyjnym                                                                                             |
| Lista systemów punktacji Formuły 1                                    | |

### Puchar Pokoju i Przyjaźni
| Rok  | Samochód | Silnik | Wyniki w poszczególnych eliminacjach | Wyniki w poszczególnych eliminacjach | Wyniki w poszczególnych eliminacjach | Wyniki w poszczególnych eliminacjach | Wyniki w poszczególnych eliminacjach | Wyniki w poszczególnych eliminacjach | Wyniki w poszczególnych eliminacjach | Pkt. | Msc. |
| ---- | -------- | ------ | ------------------------------------ | ------------------------------------ | ------------------------------------ | ------------------------------------ | ------------------------------------ | ------------------------------------ | ------------------------------------ | ---- | ---- |
| 1984 |          |        | Czechosłowacja                       | Polska                               |                                      |                                      |                                      |                                      |                                      | 90   | 19   |
| 1984 | MTX 1-06 | Łada   | 18                                   | 16                                   | 11                                   | NU                                   | -                                    | NU                                   |                                      | 90   | 19   |
| 1985 |          |        | Czechosłowacja                       | Polska                               |                                      |                                      |                                      |                                      |                                      | ?    | ?    |
| 1985 | MTX 1-06 | Łada   | NU                                   | 12                                   | 13                                   | 18                                   | ?                                    |                                      |                                      | ?    | ?    |
| 1986 |          |        | Polska                               | Czechosłowacja                       |                                      |                                      |                                      |                                      |                                      | 100  | 17   |
| 1986 | RAF 80   | Łada   | -                                    | -                                    | 7                                    | 16                                   | -                                    | 12                                   | -                                    | 100  | 17   |
| 1987 |          |        | Polska                               |                                      |                                      |                                      |                                      |                                      |                                      | 28   | 37   |
| 1987 | MTX 1-06 | Łada   | 17                                   | NU                                   | -                                    | -                                    |                                      |                                      |                                      | 28   | 37   |